# 苯甲酸-β-(2,2,6,6-四甲基-1-哌啶氧基)苯乙酯
苯甲酸-β-(2,2,6,6-四甲基-1-哌啶氧基)苯乙酯是一种有机化合物，化学式为C24H31NO3。

## 合成及反应
它可以过氧化苯甲酰、苯乙烯和2,2,6,6-四甲基氧化哌啶为原料反应制得。
它在氢氧化钾的乙醇-水溶液中水解，可以得到β-(2,2,6,6-四甲基-1-哌啶氧基)苯乙醇。